# 李振傑
李振傑（？—？），贵州大定人，清朝政治人物。举人出身。
咸丰三年六月，擔任清朝廣東省潮州府豐順縣知縣。后由放翊臣接任。